# Жгучий вкус

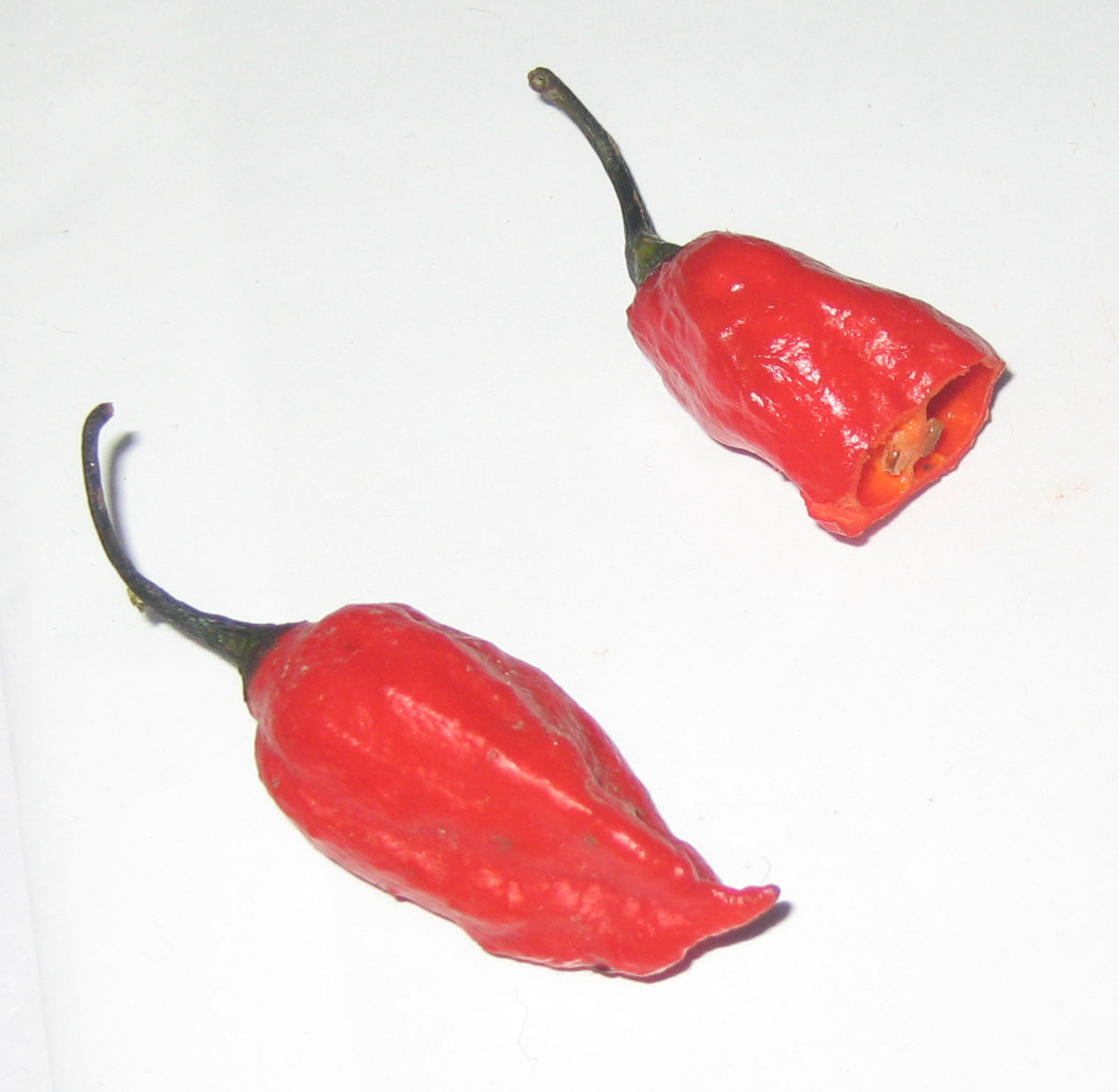
Индийский перец чили Naga Jolokia, один из самых жгучих в мире, с индексом жгучести 1 040 000 по шкале Сковилла

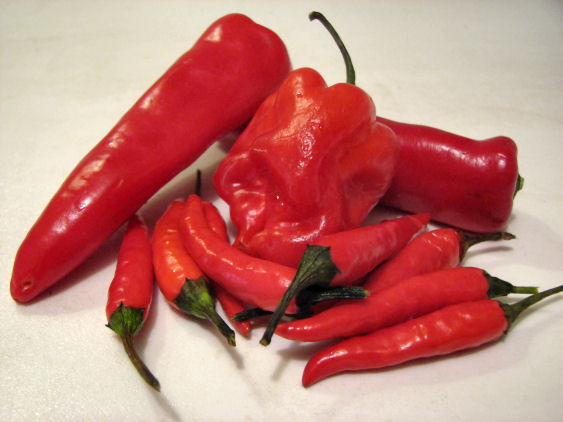
Халапеньо, «Scotch bonnet» и «птичий глаз» — умеренно жгучие сорта перцев

Жгучий вкус — очень важная характеристика пряностей для пищевой промышленности. В настоящее время не выделяется в число основных вкусов. Однако жгучий вкус связан с восприятием веществ, стимулирующих «тепловые» рецепторы TRPV (этанол, капсаицин). Вещества, обладающие «жгучим вкусом», возбуждают ветви тройничного нерва и вносят свой вклад в «чисто вкусовое» ощущение.

Структура капсаицина

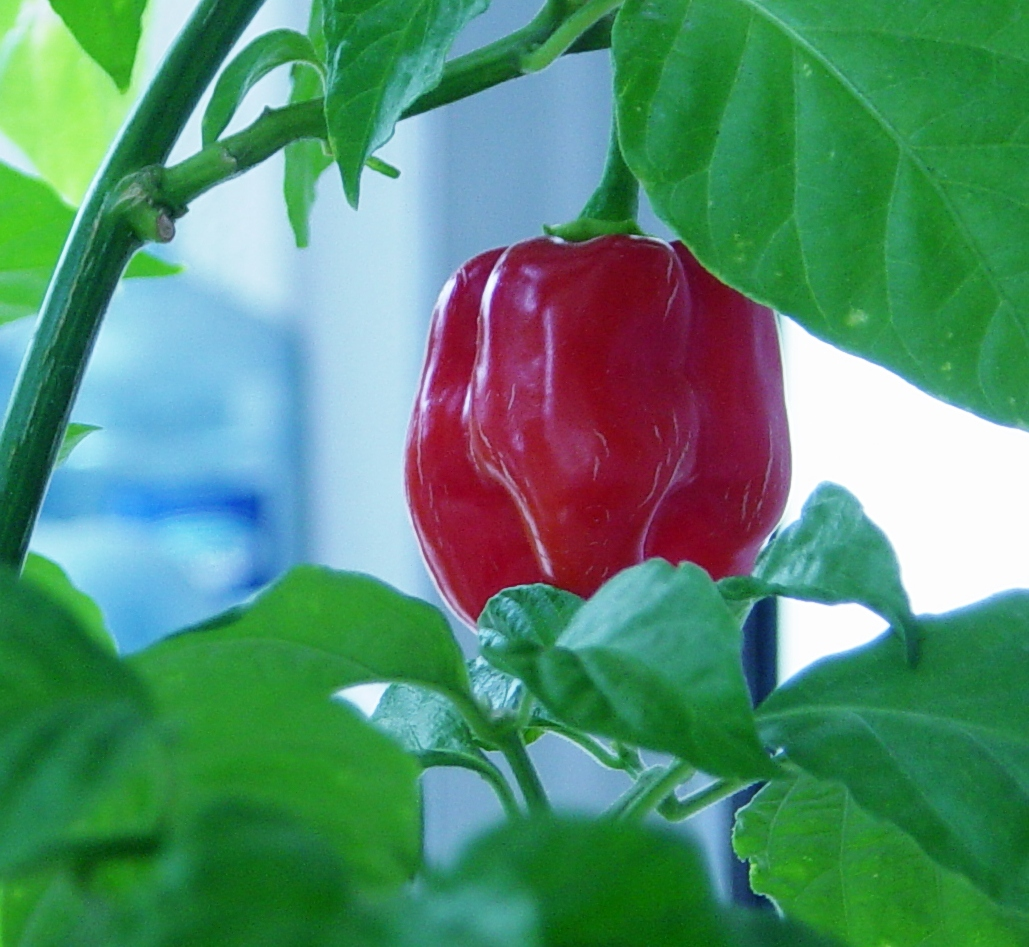
Перец Red Savina — один из наиболее жгучих перцев чили, с коэффициентом 580 000 по шкале Сковилла.

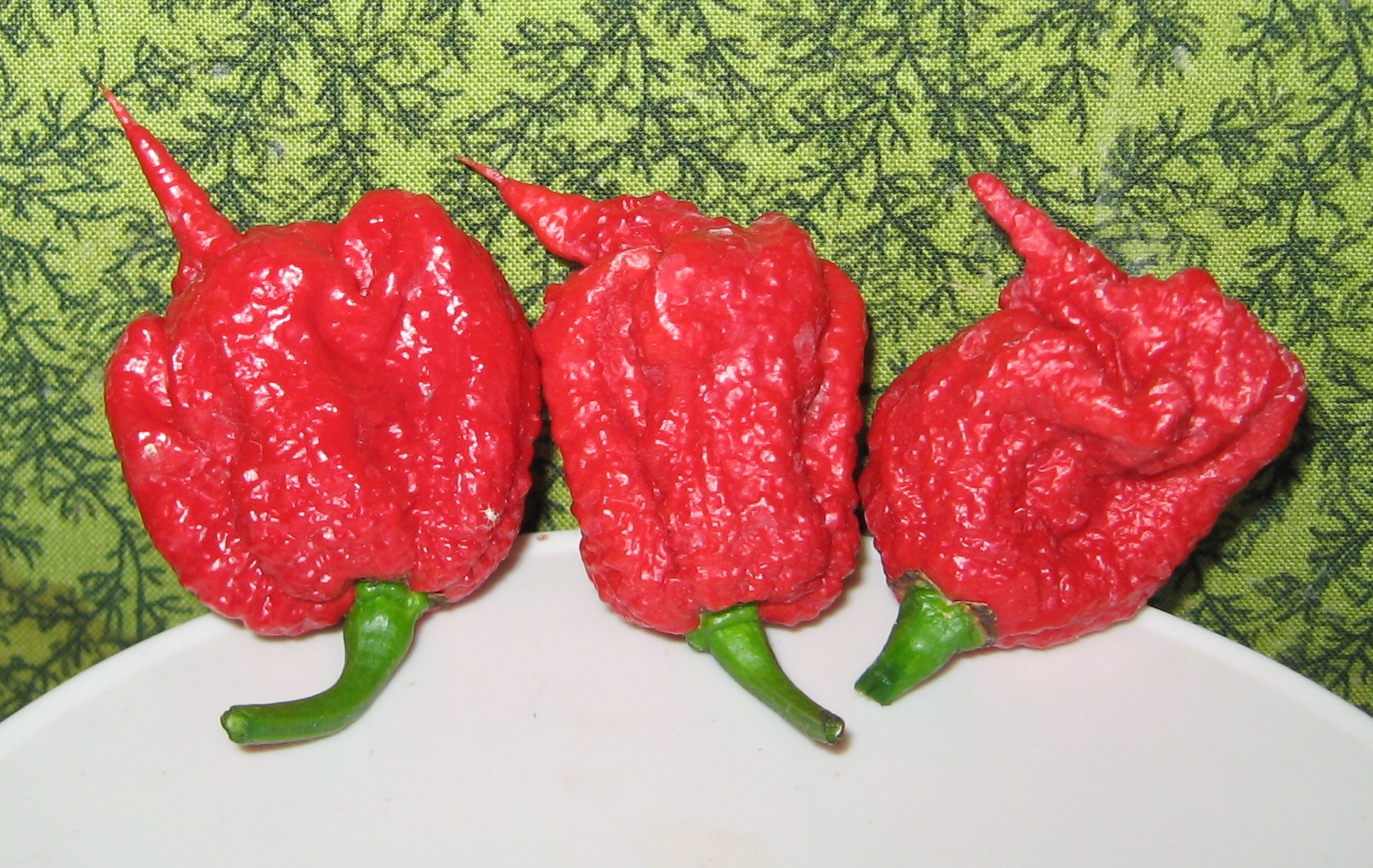
Каролинский жнец, самый острый перец в мире по версии книги рекордов Гиннесса. Жгучесть данного вида колеблется между 1,15 млн и 2,2 млн единиц по шкале Сковилла.

## Шкала жгучести Сковилла
Шкала жгучести Сковилла — шкала, предложенная американским химиком Уилбуром Сковиллом для сравнительной оценки степени жгучести разных перцев — капсикумов.
Единицы шкалы Сковилла (ЕШС) дают качественную оценку содержания капсаицина (условно-субъективно приведённую к количественному показателю), поскольку основаны на органолептическом экспертном тестировании экстрактов перца. Применяется также и полноценное количественное (приборное) измерение жгучести капсикумов по содержанию суммы капсаицина и капсаициноидов, определяемому с помощью жидкостной хроматографии, но так как жгучесть перца обусловлена исключительно капсаицином, то соответствие между шкалой Сковилла и содержанием суммы капсаицина и капсаициноидов (в ppm) будет неточным.